# 조항산 (충북/경북)
조항산(鳥項山)은 대한민국 충청북도 괴산군과 경상북도 문경시 사이에 있는 높이 951m의 백두대간의 산이다.

## 같이 보기
- 한국의 산
- 백두대간